# Estação Parque Almagro
A Estação Parque Almagro é uma das estações do Metrô de Santiago, situada em Santiago, entre a Estação Universidad de Chile e a Estação Matta. Faz parte da Linha 3.
Foi inaugurada em 22 de janeiro de 2019. Localiza-se na Calle San Diego com Avenida Santa Isabel. Atende a comuna de Santiago.